# Святая Фортуната
Фортуната (погибла ок. 303 года) — святая мученица, дева. День памяти — 14 октября.
Святая мученица Фортуната, дева, пострадала в Кесарии, предположительно вместе со своими братьями, свв. Карфонием (Carphonius), Эваристом (Evaristus) и Прискианом (Priscian). Её святые мощи почитаемы в Неаполе, Италия, начиная с VIII века.